# Giennadij Sałow
Giennadij Wiaczesławowicz Sałow, ros. Геннадий Вячеславович Салов (ur. 11 lutego 1960 w Moskwie, Rosyjska FSRR) – rosyjski piłkarz, grający na pozycji obrońcy, trener piłkarski.

## Kariera piłkarska

### Kariera klubowa
Wychowanek Futbolowej Szkoły Młodzieży w Moskwie. W 1977 rozpoczął karierę piłkarską w klubie Torpedo Moskwa. Rozegrał tylko jeden mecz, dlatego w 1980 przeniósł się do Spartaka Moskwa. W Spartaku również nie potrafił przebić się do podstawowego składu i latem odszedł do Wołga Kalinin. W latach 1982–1983 służył w wojskowym klubie Iskra Smoleńsk, a potem został piłkarzem Kuzbassu Kemerowo. W 1988 roku przeszedł do drugoligowego zespołu Zorki Krasnogorsk. W 1990 został zaproszony do Sachalinu Jużnosachalińsk. Potem wyjechał do Czechosłowacji, gdzie występował w klubach DAC 1904 Dunajská Streda i OFC Gabčíkovo. W 1994 grał w trzecioligowym zespole TRASKO Moskwa. W 1995 zakończył karierę piłkarza w Fabus Bronnicy.

### Kariera reprezentacyjna
Do 1978 bronił barw juniorskiej reprezentacji ZSRR.

## Kariera trenerska
Po zakończeniu kariery piłkarza rozpoczął pracę szkoleniowca. Najpierw od 1995 szkolił młodych piłkarzy w Futbolowej Szkoły Młodzieży w Moskwie. W styczniu 2002 objął stanowisko głównego trenera FK Rybińsk, którym kierował do lipca 2002. Od 2004 trenował drużyny juniorów w Szkole Sportowej Strogino Moskwa. 1 października 2011 roku stał na czele klubu Oka Stupino.

## Sukcesy i odznaczenia

### Sukcesy piłkarskie
reprezentacja ZSRR U-18
- mistrz Europy U-18: 1978

Sachalin Jużnosachalińsk
- mistrz 10 strefy Wtoroj Niższej Ligi ZSRR: 1990

### Odznaczenia
- tytuł Mistrza Sportu ZSRR: 1978